# تولیپانین
تولیپانین (به انگلیسی: Tulipanin) با فرمول شیمیایی C۲۷H۳۱ClO۱۶C۲۷H۳۱O۱۶+ یک ترکیب شیمیایی با شناسه پاب‌کم ۵۴۹۲۲۳۱ است. که جرم مولی آن ۶۱۱٫۵۲ g/mol می‌باشد. 